# ماسون فيتش كوغزويل
ماسون فيتش كوغزويل (بالإنجليزية: Mason Fitch Cogswell)‏ هو جراح وطبيب أمريكي، ولد في 28 سبتمبر 1761 في كانتربوري في الولايات المتحدة، وتوفي في 10 ديسمبر 1830 في هارتفورد في الولايات المتحدة بسبب ذات الرئة.